# Melanolophia tenebrosa
Melanolophia tenebrosa là một loài bướm đêm trong họ Geometridae.